# Слоком (Алабама)
Слоком (енгл. Slocomb) град је у америчкој савезној држави Алабама. По попису становништва из 2010. у њему је живело 1.980 становника.

## Демографија
Према попису становништва из 2010. у граду је живело 1.980 становника, што је 72 (3,5%) становника мање него 2000. године.
| Група             | 2000.         | 2010.         |
| Белци             | 1.467 (71,5%) | 1.393 (70,4%) |
| Афроамериканци    | 505 (24,6%)   | 447 (22,6%)   |
| Азијати           | 1 (0,0%)      | 2 (0,1%)      |
| Хиспаноамериканци | 58 (2,8%)     | 94 (4,7%)     |
| Укупно            | 2.052         | 1.980         |